# Otis (Name)
Otis ist ein männlicher Vorname und Familienname.

## Herkunft und Bedeutung
Otis ist ein englischer Familienname sowie ein von diesem abgeleiteter männlicher Vorname. Vorname wie Familienname treten überwiegend in den USA auf.

## Namensträger

### Vorname
- Otis Armstrong (1950–2021), US-amerikanischer American-Football-Spieler
- Otis Barton (1899–1992), US-amerikanischer Taucher und Erfinder
- Otis Blackwell (1931–2002), US-amerikanischen Komponist
- Otis Bardwell Boise (1844–1912), US-amerikanischer Komponist
- Otis R. Bowen (1918–2013), US-amerikanischer Politiker
- Otis Charles (1926–2013), US-amerikanischer Geistlicher, Bischof der Episcopal Diocese of Utah
- Otis Clay (1942–2016), US-amerikanischer Sänger
- Otis Davis (1932–2024), US-amerikanischer Leichtathlet
- Otis Finch (1933–1982), US-amerikanischer Schlagzeuger
- Otis Harris (* 1982), US-amerikanischer Leichtathlet
- Otis Jackson Jr. (* 1973), US-amerikanischer DJ, Produzent und Rapper
- Otis Nachbar (* 1954), deutscher Fußballspieler
- Otis Redding (1941–1967), US-amerikanischer Musiker
- Otis Rush (1935–2018), US-amerikanischer Gitarrist
- Otis Spann (1930–1970), US-amerikanischer Pianist und Sänger
- Otis Taylor (Footballspieler) (1942–2023), US-amerikanischer American-Football-Spieler
- Otis Taylor (* 1948), US-amerikanischer Bluesmusiker
- Otis Thorpe (* 1962), US-amerikanischer Basketballspieler
- Otis Williams (* 1941), US-amerikanischer Sänger (Tenor, Bariton)

### Familienname
- Bass Otis (1784–1861), US-amerikanischer Künstler und Maler
- Brooks Otis (1908–1977), US-amerikanischer Klassischer Philologe
- Carré Otis (* 1968), US-amerikanisches Model und Schauspielerin
- Clyde Otis (1924–2008), US-amerikanischer Songwriter und Produzent
- Elisha Graves Otis (1811–1861), US-amerikanischer Mechaniker
- Elwell Stephen Otis (1838–1909), US-amerikanischer Generalmajor, Militärgouverneur der Philippinen
- George Otis (1917–2007), US-amerikanischer Missionar
- Glenn K. Otis (1929–2013), US-amerikanischer General
- Harrison Gray Otis (Politiker) (1765–1848), US-amerikanischer Politiker (Massachusetts)
- Harrison Gray Otis (Verleger) (1837–1917), US-amerikanischer Verleger und Herausgeber
- James Otis Sr. (1702–1778), amerikanischer Rechtsanwalt
- James Otis Jr. (1725–1783), US-amerikanischer Jurist und Politiker (Massachusetts)
- James Otis (Politiker, 1826) (1826–1875), US-amerikanischer Politiker, Bürgermeister von San Francisco
- James Otis, Schriftstellername von James Otis Kaler (1848–1912), US-amerikanischer Journalist und Schriftsteller
- James Otis (Schauspieler) (* 1943), US-amerikanischer Schauspieler
- James C. Otis (1912–1993), US-amerikanischer Richter
- Jeff Otis (* 1983), US-amerikanischer American-Football-Spieler
- Jim Otis (James Lloyd Otis; * 1948), US-amerikanischer American-Football-Spieler
- John Otis (1801–1856), US-amerikanischer Politiker (Maine)
- John G. Otis (1838–1916), US-amerikanischer Politiker (Kansas)
- Johnny Otis (1921–2012), US-amerikanischer Bandleader und Musikproduzent
- Laini Otis (* 1978), deutsche Autorin von Contemporary Romance- und Young Adult-Romanen
- Laura Otis, US-amerikanische Neurowissenschaftlerin und Literaturwissenschaftlerin
- Norton P. Otis (1840–1905), US-amerikanischer Politiker (New York)
- Samuel Allyne Otis (1740–1814), US-amerikanischer Politiker (Massachusetts)
- Shuggie Otis (* 1953), US-amerikanischer Musiker